# Czech Raildays

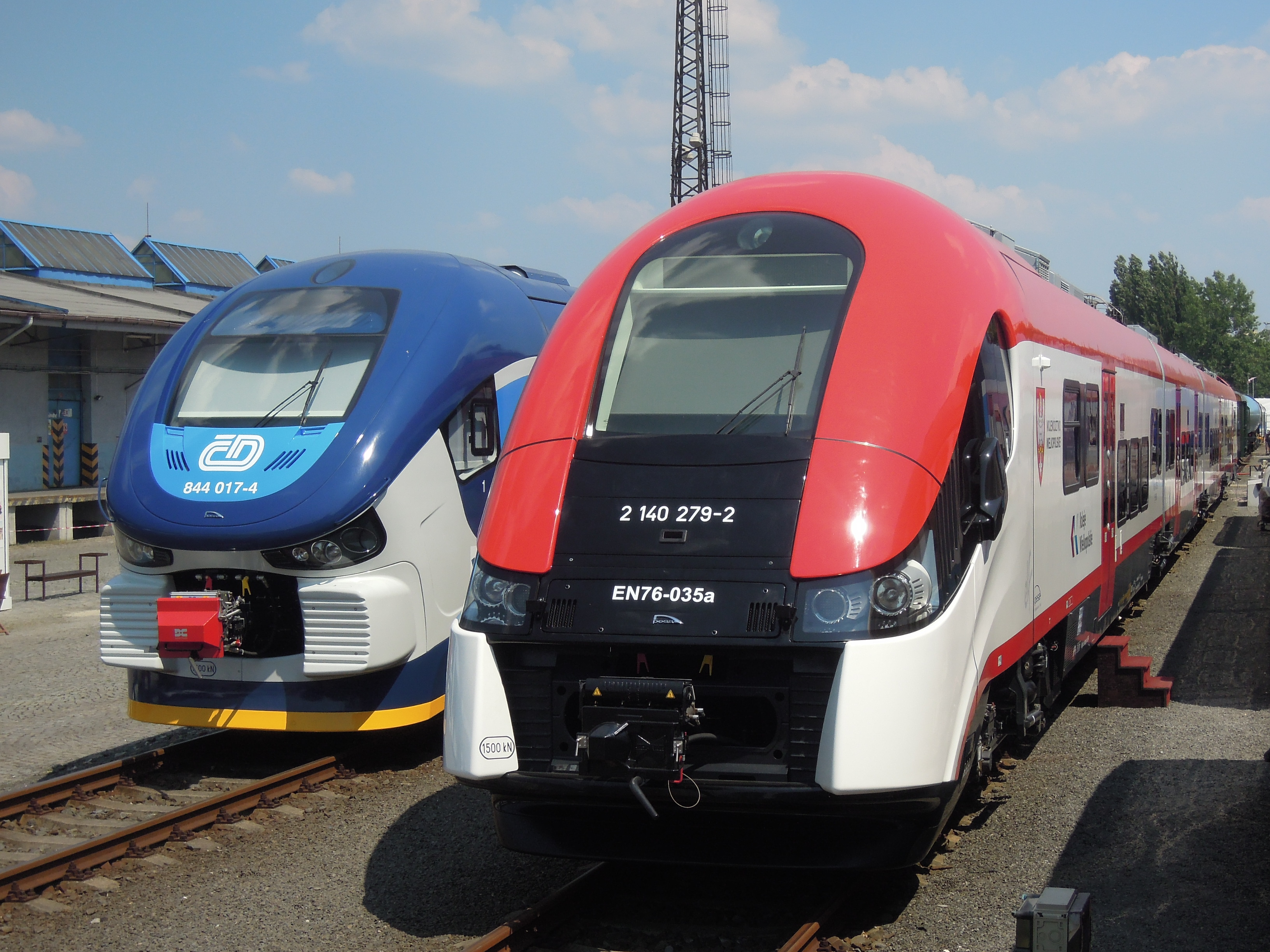
Motorová jednotka 844 a elektrická jednotka PESA ELF na veletrhu Czech Raildays 2013

Czech Raildays byl veletrh železniční a městské kolejové dopravy, který se konal od roku 2000 každoročně v červnovém termínu v komerčním obvodu železniční stanice Ostrava hlavní nádraží. Šlo o hlavní akci tohoto druhu na českém trhu a jediný veletrh uvedených oborů ve větším rozsahu. Pořadatelem byla společnost M-Presse plus, hlavními spoluorganizátory SŽDC, České dráhy, ČD Cargo, na organizaci se podílel např. také
Dopravní podnik Ostrava a Institut dopravy při VŠB – TU Ostrava.
Poslední ročník se konal v roce 2019. Plánované ročníky 2020 a 2021 se nekonaly z důvodů pandemických opatření české vlády. V roce 2022 byl veletrh plánován v jiném termínu a na jiném místě, ale zůstalo jen u plánů.
Na tradici Czech Railday pak navázal veletrh Rail Business Days, který se konal poprvé v roce 2023 u Trojhalí v oblasti Karolina v centru Ostravy.